# Assassin's Creed Syndicate
Assassin's Creed Syndicate es un videojuego de acción-aventura de la saga Assassin's Creed, siendo desarrollado por Ubisoft Quebec y distribuido por Ubisoft para Windows, PlayStation 4 y Xbox One. La fecha de lanzamiento oficial fue el 23 de octubre de 2015. El videojuego se mostró oficialmente de cara al público en el E3, el 12 de mayo de 2015, con la visualización del primer tráiler y gameplay del juego.
Tras la filtración del sitio web Kotaku, el videojuego fue confirmado por Ubisoft en diciembre de 2014. Su fecha de lanzamiento fue prevista para el 23 de octubre de 2015 El juego toma lugar durante la época victoriana de Londres en el siglo XIX, en plena Revolución Industrial, con dos hermanos Asesinos como protagonistas, Jacob e Evie Frye.
La aventura en Londres cuenta con grandes prestaciones, como el crafteo, la dualidad de protagonistas y misiones más elaboradas para hacer de él un juego único en su género.

## Argumento
Assassin's Creed Syndicate cuenta la historia de Jacob y Evie Frye, dos hermanos asesinos que buscan la liberación de la ciudad de Londres, Inglaterra, de las manos templarias, en mitad del siglo XIX, en 1868. Ambos cuentan con una cantidad de aliados en su aventura, como Henry Green, un asesino indio que ya residía en Londres. Abberline, el jefe de policía de Londres y Clara O'dea una niña que lidera y libera a los niños esclavos de la ciudad. Fuera de todos los "cameos" de grandes personalidades de la época como Alexander Graham Bell, Karl Marx, Charles Dickens, Frederick Abberline, Victoria del Reino Unido, Jack el Destripador y Winston Churchill.

## Personajes
- Victoria Atkin como Evie Frye. Estuvo viviendo en Londres con su hermano Jacob Frye, estaba distanciada de este por sus diferentes puntos de vista en cuanto a Londres.
- Paul Amos como Jacob Frye. Hermano de Evie Frye; el año en que vive es 1868, vivió en Londres un tiempo comandando a una banda llamada Los Rooks en el poco tiempo el cual paso en Londres se ganó el respeto de todos en la ciudad.
- Kris Holden-Ried como Crawford Starrick: El Gran Maestre del Rito Británico de la época quien se hace pasar por un empresario de la alta plebe londinense.
- Sam Crane como Frederick Abberline-
- Jaz Deol como Henry Green. asesino indio que reside en Londres, el hijo de Arbaaz Mir, protagonista de Assassin's Creed Chronicles: India, y mentor de los gemelos Frye.
- Emerald O'Hanrahan como Lucy Thorne.
- Gavin Fowler como Robert Topping.
- Julian Richings como Charles Darwin.
- Des McAleer como Charles Dickens.
- Matthew Marsh como Karl Marx.
- Mark Rowley como Alexander Graham Bell.
- Jill Frappier como Mary Anne Disraeli.
- Alex Dallas como Catherine Gladstone.
- Damon Redfern como William Gladstone.
- Avin Shah como Dunleep Singh.
- John Hopkins como Maxwell Roth.
- Allan James Cooke como Rupert Ferris.
- Eamon Stocks como Arthur Conan Doyle.
- Amariah Faulkner como Clara O'Dea.
- Ferelith Young como Ned Wynert.
- David Greig como Jonnie Boiler.
- Helen Johns como Florence Nightingale.
- David Ferry como Benjamin Disraeli.
- Irene Osprey como Agnes McBean.
- Ian D. Clark como Dr. John Elliotson.
- Clive Walton como Philip Twopenny.
- Andrew Gillies como Henry Raymond.
- Bruce Beaton como Howard Roberts
- Kate Todd como un obispo.
- Peter Messaline como David Brewster.
- Peter Mikhail como George Westhouse.
- Nathalie Toriel como Pearl Attaway.
- Morgan David Jones como Enzio Capelli.
- Rick Miller como Winston Churchill.
- Shaun Austin-Olsen como Edward Hodson Bayley.
- Lisa Norton como Lydia Frye.
- Mark Rendall como Nigel Bumble.
- Craig Warnock como Malcolm Millner.
- Ivan Sherry como Bob, el aprendiz, y Douglas Barnes.
- John E. Nelles como James Brudenell.
- Stewart Arnott como Dr. Wilburn.
- Roanna Cochrane como Miss Cuthbert.
- Zachary Bennett como Jude Boyd.
- Philip Craig como Richard Owens.
- Danny Wallace como Shaun Hastings.
- Eliza Schneider como Rebecca Crane.
- Andreas Apergis como Juhani Otso Berg.
- Lucinda Davis como Violet da Costa.
- Nadia Verrucci como Juno.
- Marcel Jeannin como Dr. Álvaro Gramatica.
- Michela Cannon como Mildred Graves.
- Simon Lee Phillips como John the Tosser.
- Patricia Summersett como Galina Voronina.
- Alec Newman como Jack el Destripador.
- Claudia Besso como Isabelle Ardant.
- Tobias Diakow como Enzio Capelli.
- Gregg Lowe como Brinley Elsworth.

## Jugabilidad
El sistema de Assassin's Creed Syndicate es similar a las entregas anteriores, contando con elementos propios de la serie como el parkour, el sigilo, la exploración, el asesinato, entre otras novedades. Además de lo anteriormente dicho, se pueden encontrar combates entre carruajes en movimiento e incluso un garfio retráctil. Por primera vez en la saga, se puede utilizar elementos externos al jugador para acabar con enemigos, como barriles colgantes, cuerdas de carruaje, barriles de pólvora, etc. Sin embargo, en este juego no hay Modo Cooperativo, el atractivo principal de Assassin's Creed: Unity. En su lugar se incorpora la función "Bandas", la cual permite al jugador reclutar aliados en los barrios londinenses conformando, de tal manera, la banda de Los Rooks, para enfrentarse posteriormente a los enemigos en las Guerras de Bandas.
El juego incorpora una mejor experiencia en el combate sin armas, permitiendo al jugador usar más habilidades y hacer más impredecibles a los enemigos. Respecto a las armas del jugador se mantiene la clásica Hoja Oculta, con la incorporación de un garfio retráctil, para poder avanzar entre edificios con mejor habilidad, recuperándose esa función anteriormente utilizada en Assassin's Creed: Revelations. Además de las pistolas, el jugador dispone de puños de combate, kukris y espadas-bastón, todas con diferentes diseños y características.

## Recepción
Assassin's Creed Syndicate recibió críticas positivas. Los críticos elogiaron la ambientación, los efectos visuales, la banda sonora y el desarrollo de la historia y los personajes, especialmente los hermanos Frye.
3DJuegos le dio una puntuación de 8.5/10. Resalto aspectos positivos como la ambientación, los personajes y las innovaciones aunque criticó el sistema de combate y la IA, así como algunos problemas técnicos. Mencionó que "Syndicate hace los deberes a la hora de devolver la confianza del aficionado en la saga Assassin’s Creed en términos de pulido, pero no se conforma con eso y ofrece un buen puñado de novedades para aportar frescura."
GameSpot le otorgó una puntuación de 9/10, elogiando principalmente su historia, el diseño del mundo, los gráficos, la banda sonora y el sistema de combate.